# مقاطعة هوانغهاي الجنوبية
هوانغهاي الجنوبية (هوانغهاي نام-دو; يُنطق بالكورية: [ɸwaŋ.ɦɛ.nam.do], تعني "مقاطعة البحر الأصفر الجنوبية") هي مقاطعة في غرب كوريا الشمالية. تم تشكيل المقاطعة في عام 1954 عندما تم تقسيم هوانغهاي إلى شمالية وجنوبية.

## الجغرافيا
تشكل المقاطعة جزءًا من هايسو في المنطقة، ويحدها من الغرب البحر الأصفر، ومن الشمال والشرق مقاطعة هوانغهاي الشمالية. توجد بعض الجيوب الإدارية التابعة لمدينة نامبو في شمال المقاطعة. أما الحدود الجنوبية للمقاطعة، فتتحدد بالمنطقة منزوعة السلاح في كوريا المنطقة الكورية منزوعة السلاح مع كوريا الجنوبية. تستمد المقاطعة اسمها من أكبر مدينتين فيها وهما هيجو وهوانغجو؛ ويعني الاسم حرفيًا "البحر الأصفر" في الكورية، ويشير أيضًا إلى البحر الأصفر الذي يشكل الحدود الغربية للمقاطعة.
تتناثر على طول ساحل هوانغهاي الجنوبية العديد من الجزر الصغيرة، ويظل العديد منها غير مأهول بالسكان. تعد بعض أكبر هذه الجزر، مثل باينغنيونغ-دو، تحت إدارة كوريا الجنوبية. ويعتبر الخط الفاصل الشمالي الذي يمر عبر المنطقة ويحدد الحدود البحرية المتنازع عليها بين الشمال والجنوب، موضوعًا متكررًا للخلاف بين البلدين. أما أكبر الجزر التي لا جدال في تبعيتها لكوريا الشمالية، فهي كيرين-دو وتشانغرين-دو وسونوي-دو.
ونظرًا لعدم وجود تضاريس جبلية كبيرة في المقاطعة، فهي تتمتع بظروف ملائمة للزراعة، مما يجعلها تُعرف غالبًا بـ"سلة الخبز" لكوريا الشمالية. يكرس جزء كبير من الأراضي للزراعة، مما جعلها أقل تضررًا من غيرها من أجزاء البلاد خلال المسيرة الشاقة في التسعينيات. تزرع العديد من أنواع الخضروات والفواكه والحبوب والأرز في سهول المنطقة؛ وقد أُنشئت مقاطعة كوايل، والتي تعني "فاكهة" بالكورية، خصيصًا لزراعة البساتين.
هايجو، عاصمة المقاطعة، هي أيضًا أكبر ميناء في جنوب كوريا الشمالية خارج وونسان. وتحتضن المنطقة عدة تلال دفن قديمة وآثارًا ثقافية، مثل معبد Kangsosa البوذي، وباغودا حجرية قديمة، وبيت جليدي من عصر مملكة كوريو. كما توجد العديد من الدولمن ومقابر كوغوريو في المقاطعة، مثل قبر أناك رقم 3.

## التقسيمات الإدارية
تنقسم هوانغهاي الجنوبية إلى 1 مدينة (سي) و19 مقاطعة (جون).

### المدن
| - هايجو (العاصمة) 해주시/海州市 |

### المقاطعات
| - أنك 안악군/安岳郡 - تشايريونغ 재령군/載寧郡 - تشانغيون 장연군/長淵郡 - تشونغدان 청단군/青丹郡 - كانغريونغ 강령군/康翎郡 | - كوايل 과일군/郡 - أونغجين 옹진군/甕津郡 - باتشون 배천군/白川郡 - بونغتشون 봉천군/峰泉郡 - بيكسيونغ 벽성군/碧城郡 | - ريونيون 룡연군/龍淵郡 - سامتشون 삼천군/三泉郡 - شينتشون 신천군/信川郡 - شين وون 신원군/新院郡 - سونغوا 송화군/松禾郡 | - تيتان 태탄군/苔灘郡 - أونريول 은률군/殷栗郡 - أونشون 은천군/銀泉郡 - يونان 연안군/延安郡 |  |